# Riyu Kosaka
Riyu Kosaka (小坂 りゆ, Kosaka Riyu, née le 17 janvier 1985 à Yokohama, dans la préfecture de Kanagawa, au Japon) est une chanteuse de J-pop, en solo et en tant que membre du groupe de J-pop BeForU, produit par Konami.

## Biographie

### Découverte par Konami
Le 20 novembre 2000, le personnel de Konami et de Toshiba-EMI a fait passer des auditions pour former un groupe de J-pop qui deviendra finalement BeForU. Beaucoup de gens sont auditionnés et Kosaka, qui avait alors quinze ans, fut l'une des quatre sélectionnées pour rejoindre le groupe. Celui-ci, produit par Naoki Maedall, produisait originellement des chansons pour les jeux Bemani. Leur première chanson, DIVE, a connu un tel succès qu'elle fut l'une des chansons utilisées dans Dance Dance Revolution 5thMIX.
Après le succès de Dive dans 5th MIX, BeForU a produit plus de chansons pour leur inclusion dans DDRMAX Dance Dance Revolution 6th MIX, incluant Dive ~more deep and deeper style~ et Firefly. C'est ici que Kosaka a produit sa première chanson en solo true…(radio edit) et true… ~trance sunrise mix~ . Pour la première fois, un single sur CD est sorti, incluant une version longue de true…(radio edit) et de true... ~trance sunrise mix~ ainsi qu'un remix de Dive rebaptisé Dive to the Night. true… fut un succès dans la communauté DDR et Riyu continua à sortir d'autres chansons pour Bemani, aussi bien en tant que chanteuse solo qu'en tant que membre de BeForU.

### Rupture avec Bemani
Pendant qu'ils continuaient à faire de la musique pour Konami, les membres de BeForU ont commencé à mettre l'accent sur eux en tant que musiciens à part entière, et cela inclut Kosaka.
En 2004, le premier CD du groupe est sorti, contenant quelques travaux solos de Kosaka. Dans la même année est sorti son premier album entièrement solo, Begin.
Begin contient trois chansons originales ainsi que onze pré-enregistrements des chansons de Bemani. Un an plus tard, elle réalise Riyu Kosaka First Live at O-EAST 2005, un ensemble CD et DVD de son premier concert en complet.
Depuis ce moment, Riyu Kosaka a réalisé un certain nombre de singles tant toute seule qu'avec BeForU ainsi qu'un nouvel album avec BeForU.
En 2005 et 2006, elle a collaboré avec Ryo Horikawa comme animatrice radio pour Pakedio Channel et sa chanson Little Wings est parue dans l'album Pakedio Channel Vol.1.
En 2007, Riyu a enregistré une chanson pour le film Kamen Rider The Next, Platinum Smile. La chanson apparaît lors de la présentation de Chiharu Kazami, la petite sœur de Shiro Kazami alias Kamen Rider V3.

## Discographie en solo

### Singles
- true... (2001)
- Yamato Nadeshiko Spirit (大和撫子魂?) (2006)
- Danzai no Hana ~Guilty Sky~ (断罪の花 ~Guilty Sky~?) (2007) (pour l'anime Claymore)
- Dober Man (2007)
- Platinum Smile (2007)
- Kokoro no ato (ココロの跡?) (2007) (pour l'anime Mokke)

### Albums
- begin (2004)
- every struggle (2008)

### Autres CD
- Baby's Tears (2006)
- i-revoミュージックICE限定配信曲 (2006)
- Platinum Smile (2007)

### DVD
- Riyu Kosaka First Live at O-EAST 2005 (2005)
- Riyu's Summer Vacation (2007)
- BeForU / Four Piece Riyu Kosaka / Live 2008 (2008)

## Source
- (en) Cet article est partiellement ou en totalité issu de l’article de Wikipédia en anglais intitulé « BeForU » (voir la liste des auteurs).